# Химический факультет МГУ
Хими́ческий факульте́т — подразделение Московского государственного университета имени М. В. Ломоносова, занимающееся образовательной и исследовательской деятельностью, связанной с широким кругом химических наук. Официально считается образованным с 1 октября 1929 года. Исполняющий обязанности декана факультета — профессор Сергей Сергеевич Карлов. Пост научного руководителя факультета занимает академик РАН Степан Николаевич Калмыков. Президентом факультета был академик РАН Валерий Васильевич Лунин.

## История
С момента создания Московского университета в XVIII веке до момента официального учреждения химического факультета (1929) преподавание химии осуществлялось на кафедрах, относящихся к различным факультетам университета. В «Проекте об учреждении Московского университета» по предложению М. В. Ломоносова кафедра химии была введена в состав медицинского факультета. На этом факультете с 1758 года началось преподавание химии. В 1760 году была организована химическая лаборатория. Программа медицинского факультета (1865—1804) сужала изучаемые темы в пределах аптекарской (или фармацевтической) химии. В 1804 году в соответствии с новым университетским уставом кафедра химии вошла в состав отделения физических и математических наук, в рамках которого преподавание химии приобрело самостоятельное значение. Существенной вехой явилась постройка нового здания университетской аптеки с химической лабораторией (1823). В 1838 году было построено отдельное здание для химической лаборатории, оснащение которой считалось в то время одним из лучших в Европе. В 1865 году лаборатория была полностью переоборудована. 1860-е годы знаменуются в истории университета выпуском значительного числа магистров химии. В 1887 году была произведена капитальная перестройка химической лаборатории и организация двух отделений при кафедре; осуществлено реформирование преподавания химии (связанное с бо́льшей дифференциаций курсов и лабораторных занятий). После Октябрьской революции (1921) в составе физико-математического факультета было учреждено химическое отделение, в которое вошла основная кафедра химии, кафедры агрономической химии и технической химии.
В 1929 году на базе химического отделения был учрежден химический факультет в качестве самостоятельного подразделения университета. Первоначально в состав химического факультета МГУ входили пять химических кафедр, кафедры физики, математики и политических предметов. Химические кафедры включали в себя 16 лабораторий. В течение трёх лет (1930—1933) химический факультет входил в Единый Московский химико-технологический институт, созданный в 1930 году, но в 1933 году был возвращён в структуру Московского университета. В 1933 году в состав факультета входило пять химических кафедр: общей и неорганической химии (зав.: Э. Ф. Краузе), органической химии (зав.: Н. Д. Зелинский), физической химии (зав.: А. В. Раковский), аналитической химии (зав.: Е. С. Пржевальский), коллоидной химии (зав.: В. А. Наумов). В 1933 году была создана кафедра электрохимии (зав.: А. Н. Фрумкин). В 1937 году кафедра общей и неорганической химии разделилась на две кафедры: общей химии (зав.: Э. Ф. Краузе) и неорганической химии (зав.: Н. С. Курнаков). В 1938 году была создана кафедра химии нефти (зав.: Н. Д. Зелинский).
В предвоенные годы химический факультет МГУ являлся одним из важнейших центров химической науки в стране. Деканом химического факультета (1939—1944) был профессор Е. С. Пржевальский. На факультете работали известные всей стране и за рубежом химики, учёные создавшие свои научные школы.

### Химический факультет в годы Великой Отечественной войны
В октябре 1941 года химический факультет в составе МГУ был эвакуирован в Ашхабад. В Туркменистане под руководством сотрудников химического факультета были созданы четыре лаборатории: химическая лаборатория Туркменского филиала АН СССР, электрохимическая лаборатория при Народном комиссариате автомобильного транспорта СССР, химическая лаборатория при Геологическом управлении Туркменистана и химико-аналитическая лаборатория при механическом заводе «Красный металлист». Осенью 1942 года основная часть работников факультета переехала из Ашхабада в Свердловск.
Сотрудники факультета, оставшиеся в Москве, оказывали помощь фронту и тылу. 1 декабря 1941 года в здании химического факультета была организована одна из первых в Москве межрайонных лабораторий местной противовоздушной и противохимической обороны. Сотрудники лаборатории, привлекая к работе оставшихся в Москве студентов, выполняли аналитические и синтетические работы по заданию службы ПВО четырёх районов Москвы. Была решена задача индикации жидких отравляющих веществ (иприта и люизита) на поверхности снега, земли, кирпича и штукатурки. Синтезированный в лаборатории препарат-индикатор под маркой ИП-2 был принят на вооружение Красной Армии и Морского Флота, а на химическом факультете было налажено получение этого препарата в больших количествах.
После разгрома фашистских войск под Москвой, 1 февраля 1942 года, в тяжёлых условиях военной зимы, в неотапливаемых помещениях химический факультет возобновил свою работу. Деканом факультета и директором НИИ химии был назначен Н. В. Костин. Кафедра общей химии наладила изготовление необходимых для фронта специальных веществ. Был разработан промышленный способ производства одного из сортов активного силикагеля, который широко использовался в химических производствах с целью поглощения водяных паров и в качестве носителя для катализаторов. Непосредственно в лаборатории университета было изготовлено около 300 килограммов этого препарата. Были успешно завершены работы по изысканию недефицитного древесного сырья для получения пенообразователей, применяемых при пожаротушении. Было налажено производство пенообразователей из метилового спирта. На кафедре общей химии по заданию Народного комиссариата обороны разрабатывалась рецептура приготовления взрывчатых и быстровоспламеняющихся веществ, составлялась документация по их использованию.
Сотрудники кафедры органической химии организовали производство ценных лекарственных препаратов, крайне необходимых для госпиталей (грамицидина, сульфидина, дифенилизопропилового спирта и других, а также сахарина). На кафедре, в качестве контроля, определялось октановое число различных видов авиационного бензина, поступающего с отечественных предприятий и фронтов.
В 1942 году по заданию промышленности на кафедре неорганической химии были развернуты научные исследования в области химии урана — изучение методов вскрытия минералов этого элемента, условий осаждения соединений урана из растворов, определение растворимости, летучести и термической устойчивости уранилов, сульфатов и хлоридов. Были синтезированы различные соединения урана для работ в области атомной энергии, возглавляемых И. В. Курчатовым. В 1943 году была создана лаборатория радиохимии.
После возвращения летом 1943 года из эвакуации в Москву преподавателей и сотрудников факультета и НИИ химии работы по химическим проблемам в помощь фронту и тылу приобрели новый размах. Были разработаны действенные антикоррозийные препараты, в частности, препарат «уникол» (его название составлено из начальных букв слова «университет» и названия кафедральной специальности «коллоидная химия»). Первые партии препарата изготовлялись прямо в университете и отправлялись на фронт непосредственно из лаборатории. Ингибитор «уникол» был принят (1943) на снабжение армии и промышленности. Он получил широкое применение на фронте. Огнестрельное оружие, детали танков, автомашин и артиллерийского вооружения, пострадавшие от коррозии, благодаря препарату вновь становились годными к употреблению.
Работы по повышению качества авиационных бензинов и смазочных масел, начатые до войны, позволили разработать новый процесс для получения горючего с высоким октановым числом. Учёные факультета нашли новые катализаторы для процессов ароматизации нефти и получения продуктов оборонного значения. Был детально исследован процесс каталитического крекинга нефти с определением химической природы его продуктов спектральными методами. Развитие нефтехимии в нашей[какой?] стране привело к коренной реконструкции нефтеперерабатывающей промышленности искусственного жидкого топлива. В результате научных исследований в качестве ценного сырья для высокооктанового моторного топлива и качественных смазочных масел сделало возможным использование не только жидких, но и твёрдых горючих ископаемых, что сделало возможным использование для переработки на моторное топливо богатейших угольных ресурсов Западной Сибири, угля и природного газа Ухты и Печоры и других отдалённых от фронта районов.
в 1947 году в состав факультета входило 12 кафедр, включавших 58 лабораторий и кабинетов, на факультете обучались 657 студентов и 49 аспирантов. Ежегодный план приема студентов составлял 145 человек.

## Профессорско-преподавательский состав
В настоящее время коллектив химического факультета — это более 1800 сотрудников, среди которых 315 профессоров, доцентов, старших преподавателей, ассистентов, более 800 научных сотрудников, около 700 инженеров, техников и лаборантов. Среди преподавателей и научных сотрудников свыше 250 докторов наук и более 750 кандидатов наук, 13 действительных членов (академиков) РАН, 10 членов-корреспондентов РАН, 1 академик РАМН.

## Здания факультета
К химическому факультету относится множество зданий, расположенных на территории университетского кампуса Московского университета на Ленинских горах.
- Главное здание химического факультета — пятиэтажный корпус к юго-западу от Главного здания МГУ
- Здание кафедры радиохимии
- Здание кафедры химической технологии и новых материалов («корпус СВД»)
- Здание лаборатории катализа и газовой электрохимии
- Здание кафедры химической энзимологии
- Лабораторный корпус А
- Лабораторный корпус Б (5-й этаж)

Интересный факт: главное здание химического факультета можно увидеть в одном из заключительных эпизодов кинофильма «Офицеры», где оно играет роль Министерства обороны СССР.

## Кафедры и лаборатории
В состав факультета входят 18 кафедр, на которых представлены все современные направления химической науки и соответствующие специализации, по которым ведется подготовка химиков высокой квалификации:
- Кафедра аналитической химии— заведующий — профессор РАН Михаил Алексеевич Проскурнин (с 2021 года).
- Кафедра английского языка— заведующая — доцент Гульнара Раилевна Биккулова (с 2019 года).
- Кафедра высокомолекулярных соединений— заведующий — член-корреспондент РАН Александр Анатольевич Ярославов (с 2016 года).
- Кафедра коллоидной химии — заведующий —  Владимир Глебович Сергеев (с 2015 года).
- Кафедра лазерной химии — заведующий —  Столяров Андрей Владиславович (с 2013 года).
- Кафедра медицинской химии и тонкого органического синтеза— заведующая — профессор Елена Рудольфовна Милаева (с 2018 года).
- Кафедра неорганической химии— заведующий — член-корреспондент РАН Андрей Владимирович Шевельков (с 2012 года).
- Кафедра общей химии— заведующий — профессор Сергей Фёдорович Дунаев (с 1992 года).
- Кафедра органической химии— заведующий — профессор РАН Валентин Георгиевич Ненайденко (с 2014 года).
- Кафедра радиохимии — заведующий — академик РАН Степан Николаевич Калмыков (с 2011 года).
- Кафедра физической химии — заведующий — доцент Алексей Анатольевич Горюнков (с 2021 года).
- Кафедра химии нефти и органического катализа— заведующий — профессор, заслуженный деятель науки России Эдуард Аветисович Караханов (с 1984 года).
- Кафедра химии природных соединений  — заведующая — академик РАН Ольга Анатольевна Донцова (с 2010 года).
- Кафедра химической кинетики— заведующий — профессор, заслуженный деятель науки России Михаил Яковлевич Мельников (с 2013 года).
- Кафедра химической технологии и новых материалов— заведующий — профессор Виктор Васильевич Авдеев (с 2004 года).
- (зав. кафедрой проф. В. В. Авдеев);
- Кафедра химической энзимологии— заведующий — член-корреспондент РАН, лауреат Государственной премии СССР Сергей Дмитриевич Варфоломеев (с 1988 года).
- Кафедра электрохимии— заведующий — член-корреспондент РАН, лауреат Государственной премии России Евгений Викторович Антипов (с 2005 года).

а также:
- межкафедральная лаборатория вычислительных методов в химии.

## Учебный процесс
Химический факультет готовит специалистов по специальности «Фундаментальная и прикладная химия» по следующим специализациям:
- Аналитическая химия
- Биоорганическая химия
- Квантовая химия
- Коллоидная химия
- Медицинская химия
- Неорганическая химия
- Нефтехимия
- Органическая химия
- Радиохимия
- Физическая химия
- Химическая кинетика и катализ
- Химическая энзимология
- Химическое материаловедение
- Химия высокомолекулярных соединений
- Электрохимия
- Методика и теория преподавания химии
- Вычислительная химия

В течение первых лет обучения студенты изучают базовые фундаментальные дисциплины, а также занимаются научной работой на базе кафедр факультета. Оставшееся время обучения отводится на специализацию по выбранному направлению и выполнение дипломной работы.
На химическом факультете существуют 7 общих и 5 специализированных учебных групп:
- 109 — академическая группа,
- 110 — группа химии живых систем и нанобиотехнологии,
- 111 — физико-химическая группа,
- 112 — группа новых перспективных материалов и процессов,
- 113 — группа компьютерного моделирования в химии.

Студенты химического факультета имеют возможность обучения на факультете военной подготовки МГУ.

## Деканы факультета
- 1929—1930 — профессор Евгений Петрович Троицкий
- 1933—1937 — профессор Адам Владиславович Раковский
- 1937—1939 — профессор Василий Васильевич Потёмкин
- 1939—1945 — профессор Евгений Степанович Пржевальский, доцент Николай Васильевич Костин
- 1945—1948 — академик АН СССР Александр Николаевич Несмеянов
- 1948—1949 — академик АН СССР Алексей Александрович Баландин
- 1949—1955 — член-корреспондент АН СССР Александра Васильевна Новосёлова
- 1955—1960 — профессор Клавдия Васильевна Топчиева
- 1960—1961 — профессор Сергей Михайлович Скуратов
- 1962—1969 — профессор Иван Фомич Луценко
- 1969—1981 — член-корреспондент АН СССР Илья Васильевич Березин
- 1981—1992 — профессор Юрий Яковлевич Кузяков
- 1992—2018 — академик РАН Валерий Васильевич Лунин
- 2018—2022 — академик РАН Калмыков, Степан Николаевич
- С 2022 — профессор Сергей Сергеевич Карлов